# Paul Stöckli

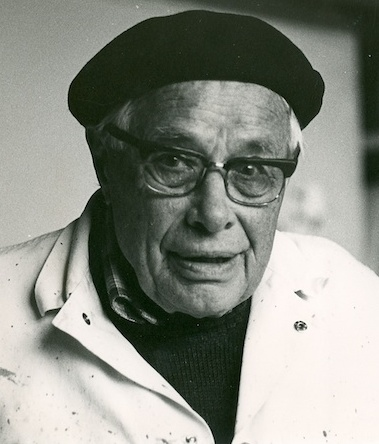
Paul Stöckli

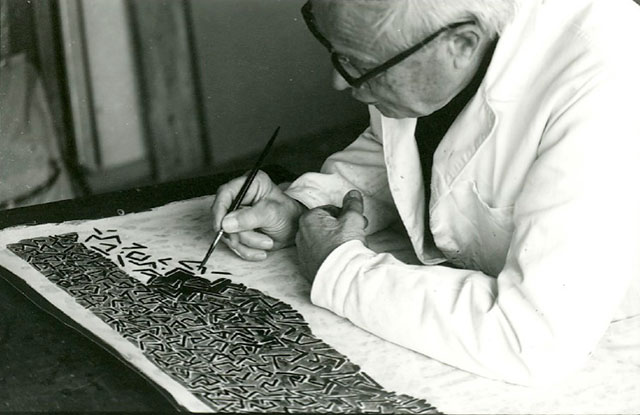
Bei der Arbeit an einem Tagebuchblatt

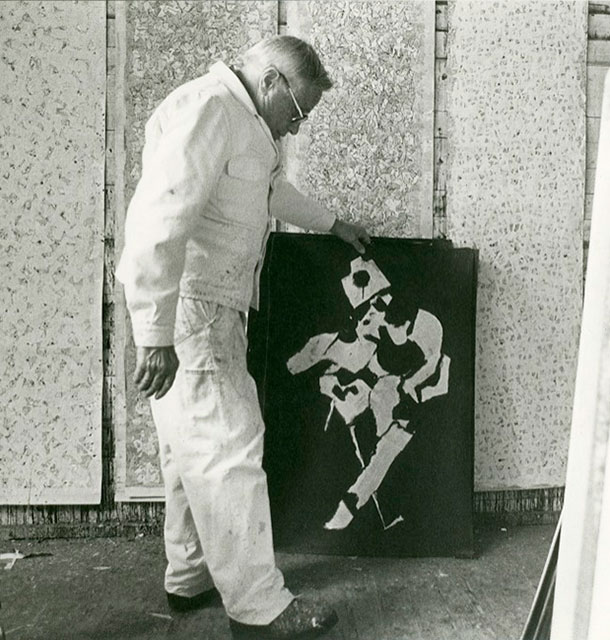
Im Atelier

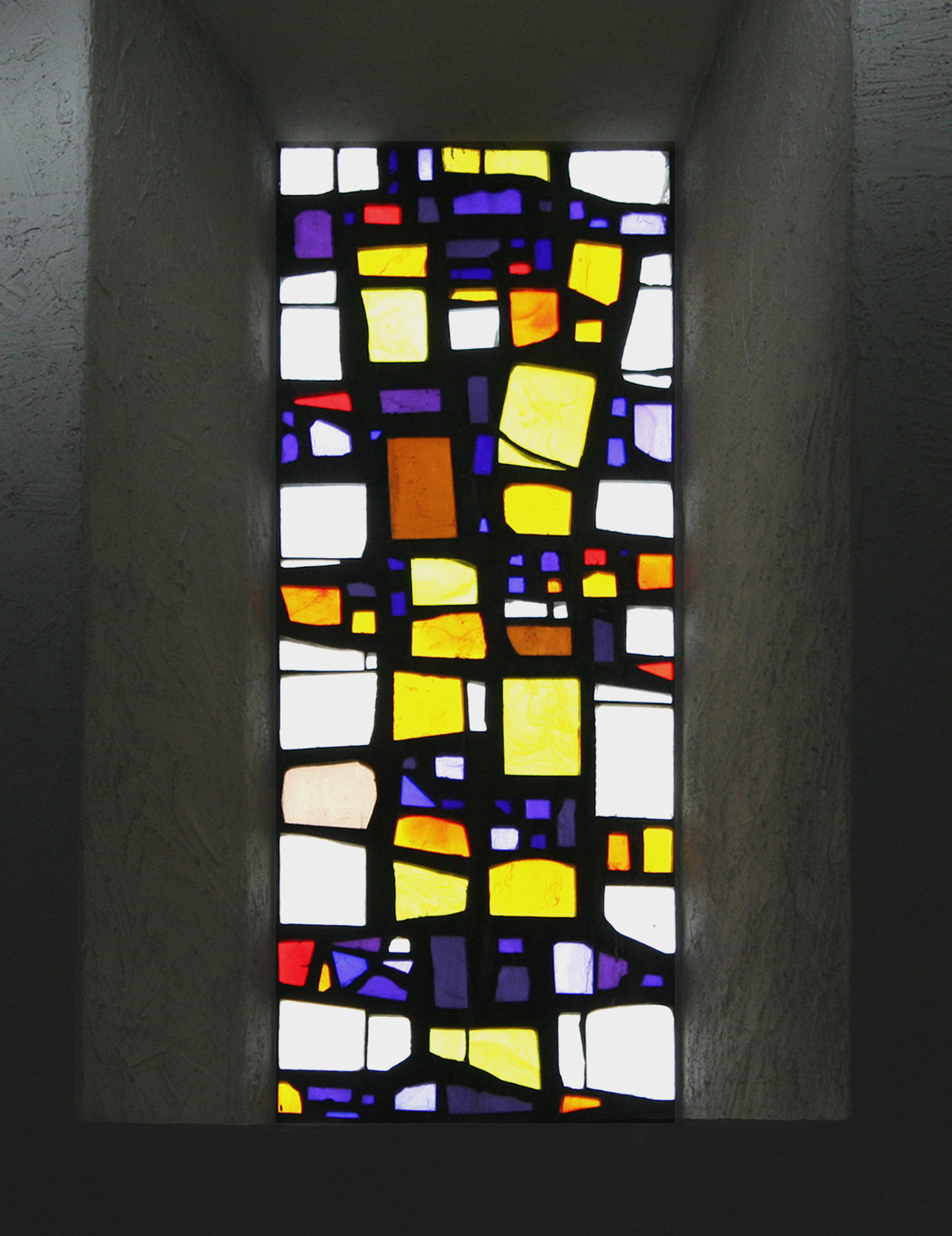
Glasfenster in der Kirche St. Mauritius Oberengstringen

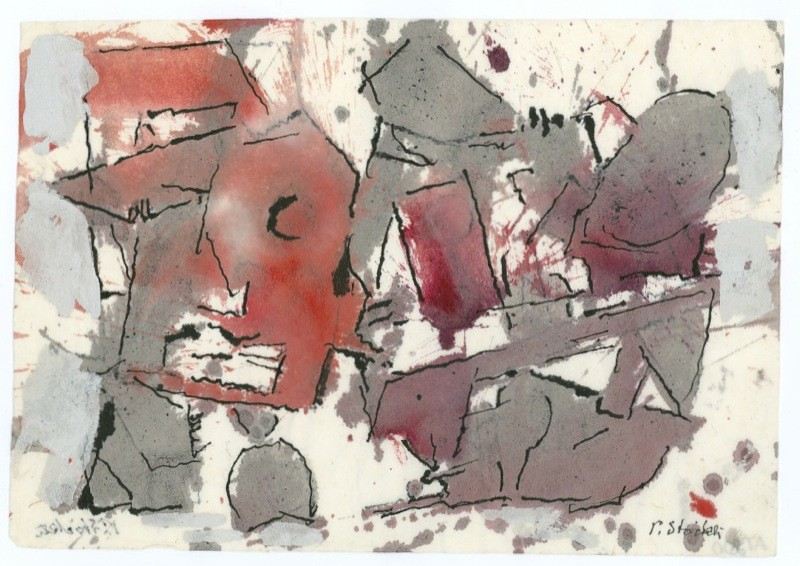
Aquarell 1989–1991

Paul Stöckli (* 12. September 1906 in Stans; † 26. Dezember 1991 ebenda) war ein Schweizer Maler und Glasmaler. Er war Mitbegründer der Künstlergruppe Kreis 48 und gilt als einer der Exponenten des Tachismus.

## Leben und Werk
Paul Stöckli stammte aus einer Familie von Malern, Vergoldern und Restauratoren. Zunächst absolvierte im väterlichen Malergeschäft eine Lehre als Dekorationsmaler, besuchte danach die Kunstgewerbeschulen von Luzern und Basel und studierte 1927–1930 an der Akademie der Bildenden Künste München und 1931–1934 in Paris (unter anderem an der Académie de la Grande Chaumière). Er wirkte von 1934 bis 1937 in Stans und von 1937 bis 1957 in Basel. Paul Stöckli zählte zu den Basler Graumalern und gehörte 1948 zusammen mit Max Kämpf und Peter Moilliet zu den Begründern der Gruppe Kreis 48, einer keinem konkreten Programm verpflichteten Vereinigung befreundeter Künstler. Ab 1950 führte Paul Stöckli etliche öffentliche Aufträge aus, vor allem für die Ausgestaltung von Kirchen. 1957 kehrte er nach Stans zurück und konzentrierte sich ab 1971 auf das freie Schaffen.
Niklaus Oberholzer schreibt über das Werk von Paul Stöckli: «Nach dunkeltonigen figurativen, teils sich am expressionistischen Duktus Georges Rouaults orientierenden, teils an Paula Modersohn-Becker erinnernden Anfängen wendet sich Paul Stöckli einer ungegenständlichen, dem Informel nahen Malerei zu.» Zu den wichtigen Werken von Paul Stöckli im öffentlichen Raum zählen die sakralen Beton-Glasmalereien in der Kirche Obergösgen (1954–1955) und in der Kirche St. Mauritius Oberengstringen (1965) sowie in den Jahren 1965–1967 die Realisierung der Abdankungshalle des Friedhofs Eichbühl in Zürich, aber auch die Gestaltung in der Kantine von der Viscosouisse in Emmenbrücke (1962). In seiner späten Schaffensphase entstanden Collagen aus Kartonstücken oder Papierfragmenten sowie Tagebuchblätter, welche Paul Stöckli auf Zeitungsseiten gestaltete.
Während seines ganzen künstlerischen Wirkens beschäftigte sich Paul Stöckli mit dem Radieren. Die frühen Blätter zeigen Strassen-, Jahrmarkt- und Fasnachtsszenen, aber auch Porträts. Spätere Werke werden freier in Farb- und Form.
1986 wurde Stöckli mit dem Kunst- und Kulturpreis der Stadt Luzern ausgezeichnet.

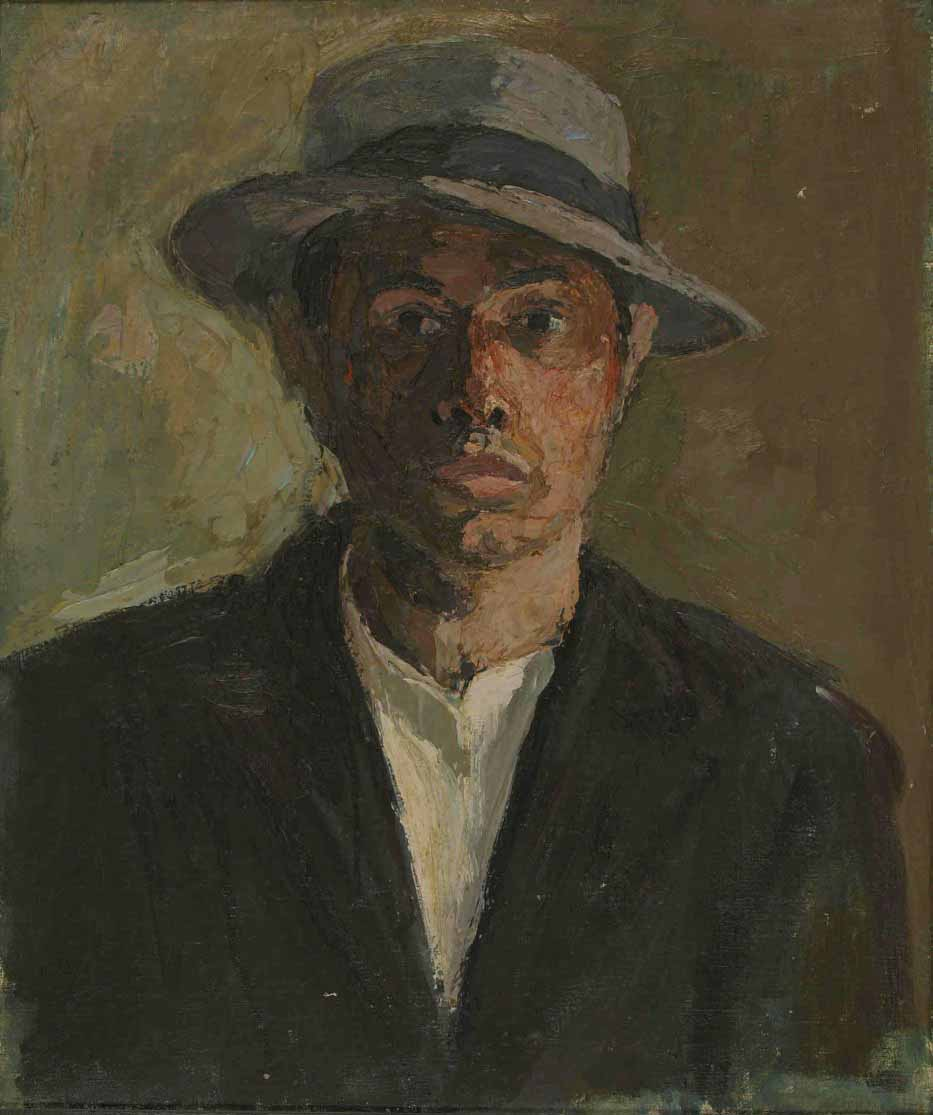
Selbstporträt, 1930–1940
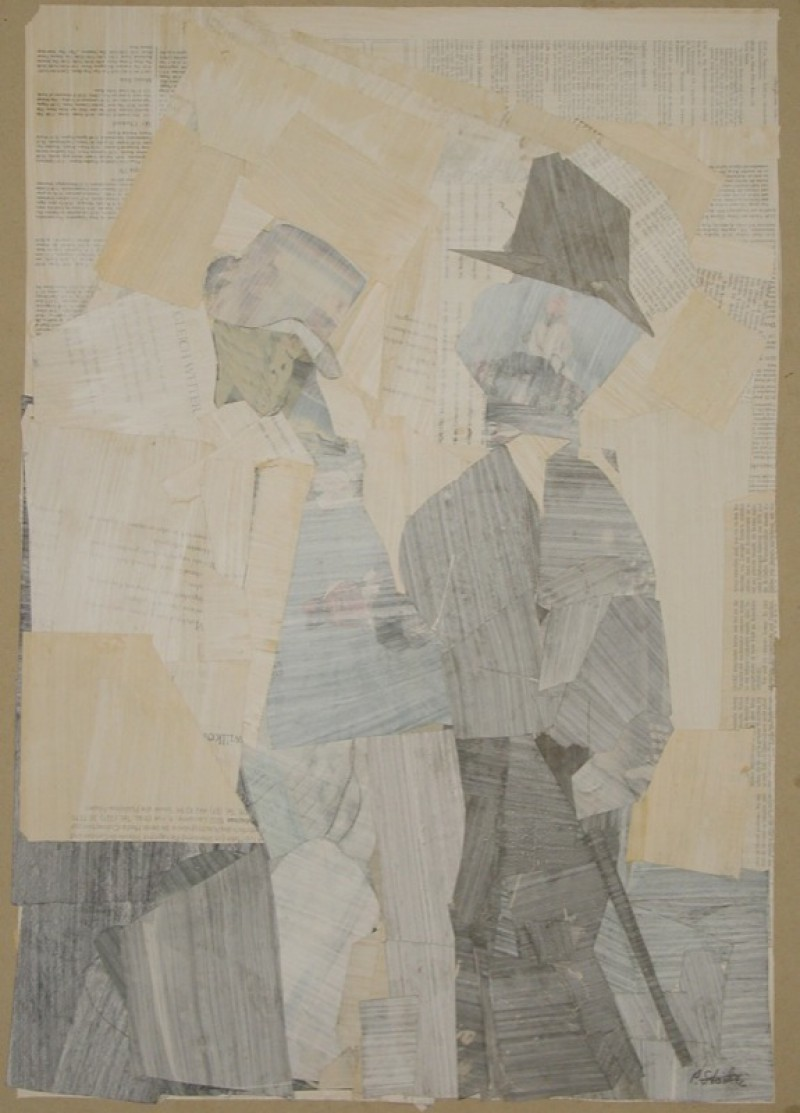
Collage, 1978–1986
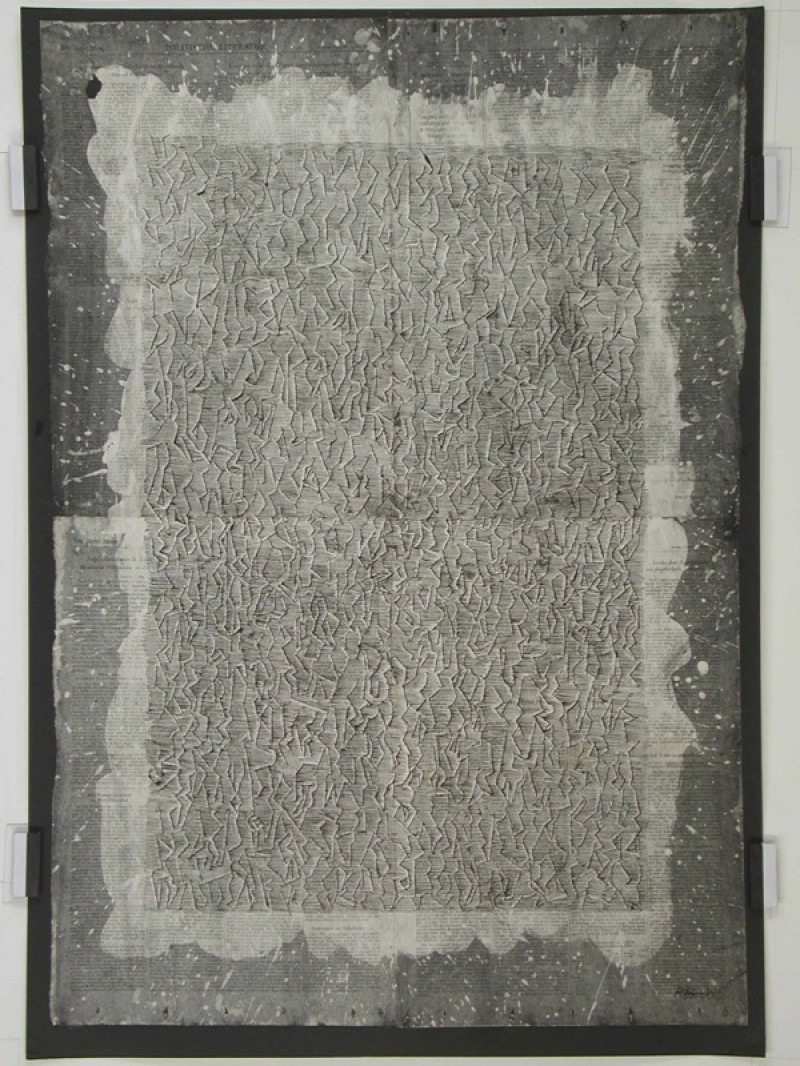
Tagebuchblatt, 1978–1986
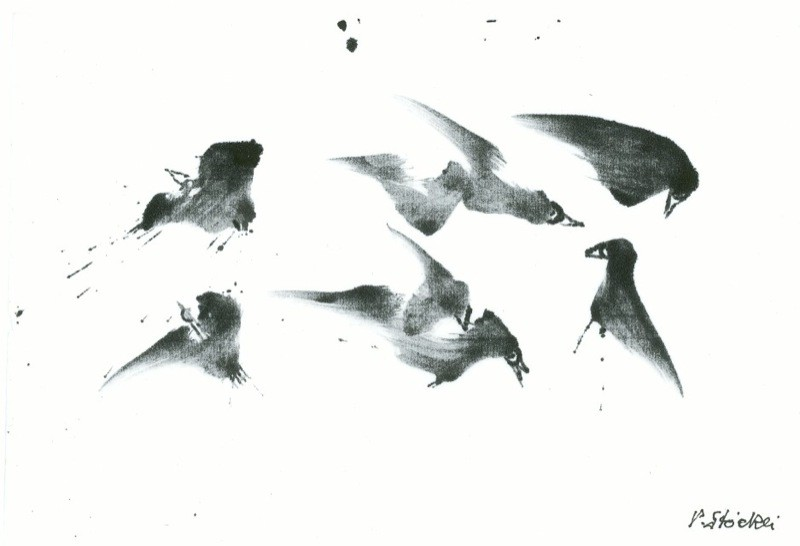
Tusch-Pinsel-Zeichnung, 1989–1991
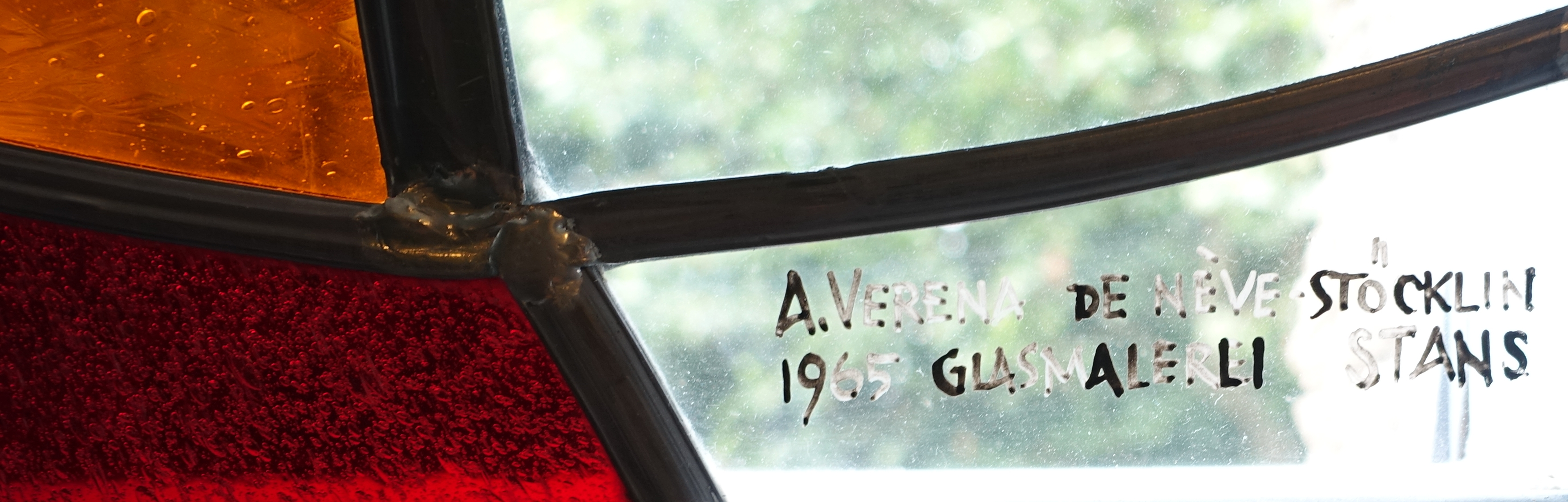
Stöcklis Signatur am Glasfenster, 1965, Domschulhaus Arlesheim

## Werke im öffentlichen Raum (Auswahl)
- 1950: Verenamünster (Zurzach), Glasfenster
- 1952/1953: Bruderklausenkirche, Kriens, Kreuzweg-Tapisserien
- 1953: Antoniuskirche, Obbürgen, Glasfenster
- 1953: Marienkirche, Olten, Kreuzweg-Fresko
- 1954/1955: Pfarrkirche Maria Königin, Obergösgen, Glasfenster
- 1955: Baloise-Versicherung, Basel; seit 2019 im Nidwaldner Museum[9]
- 1955: Pfarrkirche St. Martin, Zuchwil, Glasfenster
- 1956: Taufkapelle, Riehen
- 1956: Bruderklausenkirche, Gerlafingen, Glasfenster
- 1957: Antoniuskirche Tribschen, Luzern, Glasfenster, Kreuzwegmosaik, Antoniusmosaik
- 1958: Margarethenkirche, Rickenbach/Luzern, Glasfenster, Chorwandmosaik
- 1961: Pfarrkirche Mariä Krönung, Gossau/Zürich, Glasfenster
- 1961: Altes Schindler-Gebäude, Luzern, Glasfenster
- 1962: Kantine Viscosuisse, Emmenbrücke, Mosaikarbeit
- 1962: Pfarrkirche, Hägendorf, Glasfenster
- 1962/1963: Kapelle Fräkmüntegg, Hergiswil, Glasfenster, Chorwandgestaltung
- 1963–1965: Reformierte Kirche, Zollikerberg, Glasfenster
- 1964: Reformierte Kirche, Lohn/Solothurn, Glasfenster
- 1964/1965: Hauskapelle, Frauenkloster St. Klara, Stans, Eingangstüre, Tabernakel, Oblicht
- 1965: Domschulhaus Arlesheim, Glasfenster im Treppenhaus, gewidmet der Künstlerin Verena de Nève
- 1965: Pfarrkirche St. Mauritius Oberengstringen, Glasfenster
- 1965–1967: Abdankungshalle, Friedhof Eichbühl, Zürich, Holzrelief
- 1967: Kapelle Kantonsspital, Stans, Glasfenster
- 1969: Kirche Flims-Waldhaus, Chorraumgestaltung (zerstört)
- 1971: Klosterkirche Ingenbohl, Glasfenster und Deckengestaltung
- 1973: Pfarreizentrum Heilig Geist Zürich-Höngg, Gesamtkonzept der Kirche, Tabernakel, Wand- und Deckengestaltung, Wandkreuz
- 1974: Neues Schulhaus, Lostorf, Eingangshalle, Wandgestaltung
- 1983: Nationalbank, Luzern, künstlerische Ausstattung des Direktionsraums
- 2000: Kantonalbank, Nidwalden, künstlerische Ausstattung des Direktionsraums

## Ausstellungen (Auswahl)
- Kunstmuseum Luzern (1953, 1961, 1986),
- Höfli, Stans (das druckgrafische Werk, 1981),
- Kunsthaus Zug (1982),
- Kunstmuseum Olten (1984),
- Art 16’85 Art Basel – Glas-Galerie, Luzern (1985)
- Nidwaldner Museum, Stans (1986)
- Art 24’93 Art Basel – Galerie Riehentor, Basel (1993)
- Galerie Werner Bommer, Zürich (2005)